# Wirmer-Flagge
Die Wirmer-Flagge (im Handel auch als Flagge Deutscher Widerstand 20. Juli oder Stauffenberg-Flagge) ist ein Entwurf Josef Wirmers, Widerstandskämpfer des 20. Juli 1944. Sie sollte gemäß seiner Idee nach dem erfolgreichen Attentat gegen Hitler und dem Machtübergang auf die Verschwörer die neue Flagge Deutschlands werden. Vom Parlamentarischen Rat 1948/49 als Bundesflagge diskutiert, diente der Entwurf in modifizierter Form der CDU von 1953 bis etwa 1970 als Parteifahne und der FDP als Vorbild für ihre Parteisymbole. Dann verschwand die Wirmer-Flagge aus der öffentlichen Wahrnehmung. 
1999 wurde die Flagge dann von Reinhold Oberlercher, dem Vordenker des neonazistischen Deutschen Kollegs, in seinem Überarbeiteten Verfassungsentwurf vom 9. November 1999 zur Flagge des vom Deutschen Kolleg angestrebten Vierten Reichs erklärt und war fortan die Flagge des Deutschen Kollegs. Zum deutschen Kolleg gehört auch Horst Mahler, der am 14. Dezember 2003 die Verkündigung der Reichsbürgerbewegung veröffentlichte. Dadurch wurde die Fahne im damals medial und gesellschaftlich wenig beachteten Reichsbürgermilieu populär und somit verstärkt von rechtsextremen und -populistischen Gruppierungen verwendet, was auf Kritik von verschiedenen Seiten stieß. Wegen ihrer hohen Präsenz auf den Dresdner Pegida-Demonstrationen wurde die Flagge in einigen Medienberichten auch als „Pegida-Fahne“ bezeichnet.

## Entstehung

### Ottfried Neubeckers Entwurf

Ottfried Neubecker zugeschriebener Vorschlag aus dem Jahr 1926

In der Broschüre Die Reichseinheitsflagge schlug der Vexillologe Ottfried Neubecker 1926 als Kompromiss im Streit um die deutsche Nationalflagge eine Flagge in der Farbfolge Schwarz-Gold-Rot vor. Dafür machte er zwei Vorschläge: zum einen eine Trikolore in dieser Farbfolge, zum anderen ein rotes Philippuskreuz, goldumrandet, auf schwarzem Grund. Dieser Entwurf kursierte auch als Doppelstander als Vorschlag für eine neue Reichskriegsflagge. Es wird vermutet, dass der Neubecker-Entwurf Wirmer später beeinflusst haben könnte.

### Josef Wirmers Entwurf

Vorschlag nach Angaben von Ernst Wirmer

Wie Neubecker entwarf auch Josef Wirmer die nach ihm benannte Flagge nach Vorbild der skandinavischen Kreuzflaggen. Seine favorisierte Farbreihung entstand durch Herumprobieren mit den drei Grundfarben. Das christliche Kreuz war nach seiner Ansicht als Symbol des neuen Staates am besten geeignet. Die Flagge sollte nach dem Attentat auf Adolf Hitler durch Claus Schenk Graf von Stauffenberg, dessen erfolgreiche Durchführung Wirmer erhoffte, und der Übernahme der Regierungsgewalt durch die beteiligten bürgerlichen Widerstandsgruppen (siehe Schattenkabinett Beck/Goerdeler) als neue Nationalflagge dienen, da man die schwarz-rot-goldene Trikolore der Weimarer Republik nicht übernehmen wollte. Die Farben sollten aber die demokratischen Kräfte einbinden, während durch die Anlehnung an die Flaggen der skandinavischen Länder und die christliche Symbolik auch die konservativen Kreise unter den Offizieren angesprochen werden sollten, denen die Weimarer Republik mit ihrer Flagge verhasst war. Ganz nebenbei behob der Wirmer-Entwurf den heraldischen Fehler in der Farbfolge der Trikolore. Diese verstieß gegen die heraldische Regel, dass zwischen „Farben“ (hier Schwarz und Rot) immer ein „Metall“ (Gold/Gelb oder Silber/Weiß) liegen muss. Nicht belegt ist, dass Wirmer seinen Entwurf den anderen Verschwörern jemals vorlegte. Das Scheitern des Attentats und der Machtübernahme verhinderte die Einführung der Flagge. Josef Wirmer wurde verhaftet, zum Tode verurteilt und am 8. September 1944 hingerichtet.
Dass die „Kreuzflagge“ eine Ähnlichkeit im Aufbau mit der Reichskriegsflagge hatte und so auch bei der Wehrmacht Akzeptanz finden sollte, ist spekulativ. Allerdings bekräftigt ein Bericht von Ernst Wirmer, Josefs jüngerem Bruder, diese Vermutung. Demnach habe Josef Wirmer seinen Entwurf noch einmal überarbeitet und durch eine dünne, schwarze Linie zwischen Gold und Rot ergänzt, was dem Balkenkreuz der deutschen Kriegsflaggen entspricht. Fälschlicherweise wird der zweite Entwurf immer wieder Ernst Wirmer selbst zugerechnet.

## Spätere Adaptionen

### Vorschlag als Nationalflagge der Bundesrepublik Deutschland

Endvorschlag der CDU von 1948

Nach dem Zweiten Weltkrieg wurde auf dem Verfassungskonvent auf Herrenchiemsee, der zwischen dem 10. und 25. August 1948 tagte, auch über die zukünftige Nationalflagge der Bundesrepublik Deutschland diskutiert. Die Teilnehmer einigten sich zwar auf die Nationalfarben Schwarz-Rot-Gold, doch die Gestalt der Nationalflagge blieb ein Streitpunkt. Man betonte sogar, dass die Farbenwahl nicht mit einer Rückkehr zur alten Trikolore der Weimarer Republik gleichzusetzen sei. CDU, CSU und Deutsche Partei befürchteten dadurch das Heraufbeschwören eines „verhängnisvollen Flaggenstreits“. Zudem hatte die SED bereits in ihrem Verfassungsentwurf vom 22. November 1946 die Trikolore von 1919 als Flagge der DDR vorgesehen. Ernst Wirmer, nun Mitglied des Parlamentarischen Rates, brachte die Delegierten der Unionsparteien und der Deutschen Partei am 16. Oktober 1948 dazu, den zweiten Entwurf seines Bruders zu übernehmen und am 5. November vorzuschlagen, während die SPD die alte Trikolore der Weimarer Republik bevorzugte und sich damit schließlich durchsetzte.
Eine weitere Version der „Kreuzflagge“ wurde von der CDU eingereicht. Der Entwurf zum Gesetzestext lautete: „Die Flagge des Bundes zeigt auf rotem Grunde ein schwarzes liegendes Kreuz und auf dieses aufgelegt ein goldenes Kreuz.“ Das Institut für Demoskopie Allensbach befragte im Dezember 1948 rund 1000 Personen in den drei Westzonen nach deren Präferenz für eine Nationalflagge. Die Trikolore der Weimarer Republik erhielt 35 Prozent der Stimmen, 15 Prozent sprachen sich für die „Kreuzflagge“ aus, 10 Prozent wollten keinen der beiden Vorschläge und 40 Prozent zeigten sich unentschieden oder desinteressiert. Theodor Heuss sah in der Kreuzflagge „graphisches Kunstgewerbe“ und eine „Verkünstelung“. Bei einer Umfrage im Parlamentarischen Rat stimmten 25 Prozent der Mitglieder für die Rückkehr zur schwarz-rot-goldenen Trikolore in der Tradition der Weimarer Republik, 35 Prozent hatten keine Meinung oder enthielten sich der Stimme. Der Unionsantrag wurde abgelehnt und die alte Trikolore mit großer Mehrheit zur neuen Bundesflagge bestimmt.

### Parteiflaggen von CDU und FDP

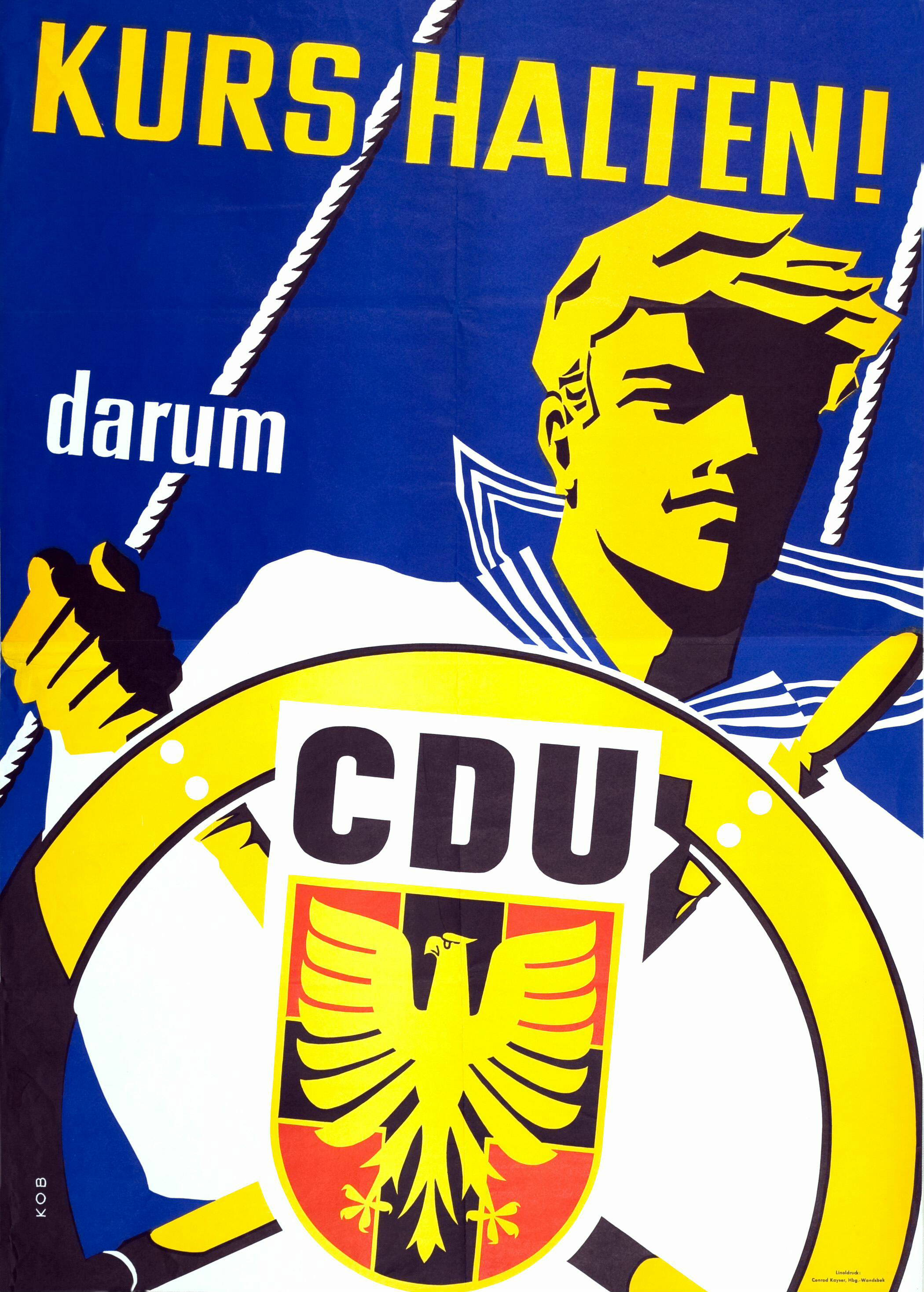
CDU-Wahlplakat von 1957 mit schwarz-rot-goldenem Wappenschild

FDP-Flagge ab 1952

Auf dem Parteitag vom 18. bis 22. April 1953 nahm die CDU als Parteiflagge und Wappenschild eine Kreuzflagge an, basierend auf dem Entwurf Josef Wirmers. Diese hatte das Kreuz nicht mehr im skandinavischen Stil zum Liek versetzt, sondern mittig mit gleich langen waagerechten Armen. Zudem überspannte ein ebenfalls zentrierter goldener Adler mit Blickrichtung (heraldisch) nach rechts das Motiv. Bundestagspräsident Hermann Ehlers deutete das Abzeichen wie folgt:

„Wir sehen auf ihm den Adler. Es ist der Adler des alten Reiches. Wir haben nicht die Absicht, diesen Adler in irgendeiner Form durchteilen zu lassen; es ist der Adler des ganzen Deutschlands! Sie sehen auf ihm das Kreuz. Wir werden auf diesem Parteitag keinen Augenblick davon ablassen, deutlich zu machen, dass das Kreuz (…) als das prägende Zeichen des Abendlandes Inhalt und Kraft unserer Bewegung und Arbeit ist. Sie sehen, dass dieses Zeichen die Farben schwarz-rot-gold trägt. Wir wollen deutlich machen, dass wir uns mit diesem Parteitag sehr klar und eindeutig zu diesen Farben und Sinnbildern einer neuen und einer übereinkommenen deutschen Demokratie bekennen.“

Die Junge Union nahm als Symbol ein Abzeichen mit Farbreihung wie bei Neubeckers Entwurf an: ein rotes, goldumrandetes Kreuz auf schwarzem Grund. Bis 1962 ist die Verwendung häufig nachzuweisen, dann verschwand das Kreuzsymbol und wurde wohl nur noch aus Kostengründen in Orts- und Kreisverbänden bis in die 1970er Jahre hinein verwendet.
Auch die FDP nahm auf ihrem Parteitag in Bad Ems 1952 eine von der Wirmer-Flagge abgeleitete Parteiflagge an. Ihr goldenes, schwarzumrandetes Kreuz auf rotem Grund behielt die skandinavische Verschiebung. Auf dem Kreuz ruhte ein Adler mit den Parteiinitialen und Blickrichtung nach (heraldisch) links. Ihr saarländischer Ableger, die Demokratische Partei Saar (DPS), kehrte die Blickrichtung des Adlers nach (heraldisch) rechts um. Spekuliert wird darüber, ob die heraldisch falsche Blickrichtung des FDP-Adlers ein Vermächtnis ehemaliger NSDAP-Funktionäre ist, die sich zahlreich in der jungen Partei fanden. Auch der NSDAP-Adler blickte nach links – mit der Begründung, der Osten sei das geographische Ziel der „Bewegung“. Die DPS begründete den Blick nach rechts mit der Darstellung der „Wacht am Rhein“ gen Westen.
Mit dem Ende der Verwendung als Parteisymbol verschwanden die verschiedenen Kreuzflaggen in Schwarz-Rot-Gold aus dem Alltag. Bekannt blieb die Wirmer-Flagge in Kreisen von Vexillologen und taucht in entsprechenden Veröffentlichungen auf. So befragte 1981 der Politikwissenschaftler Theodor Eschenburg Ernst Wirmer zu den Flaggenentwürfen seines Bruders. Im Ostpreußenblatt vom 31. Oktober 1987 wurde in der Serie „Deutsche Nationalflaggen“ die Wirmer-Flagge und ihre Geschichte von Harry S. Schurdel behandelt.

### Verwendung durch rechtsextreme und rechtspopulistische Gruppierungen

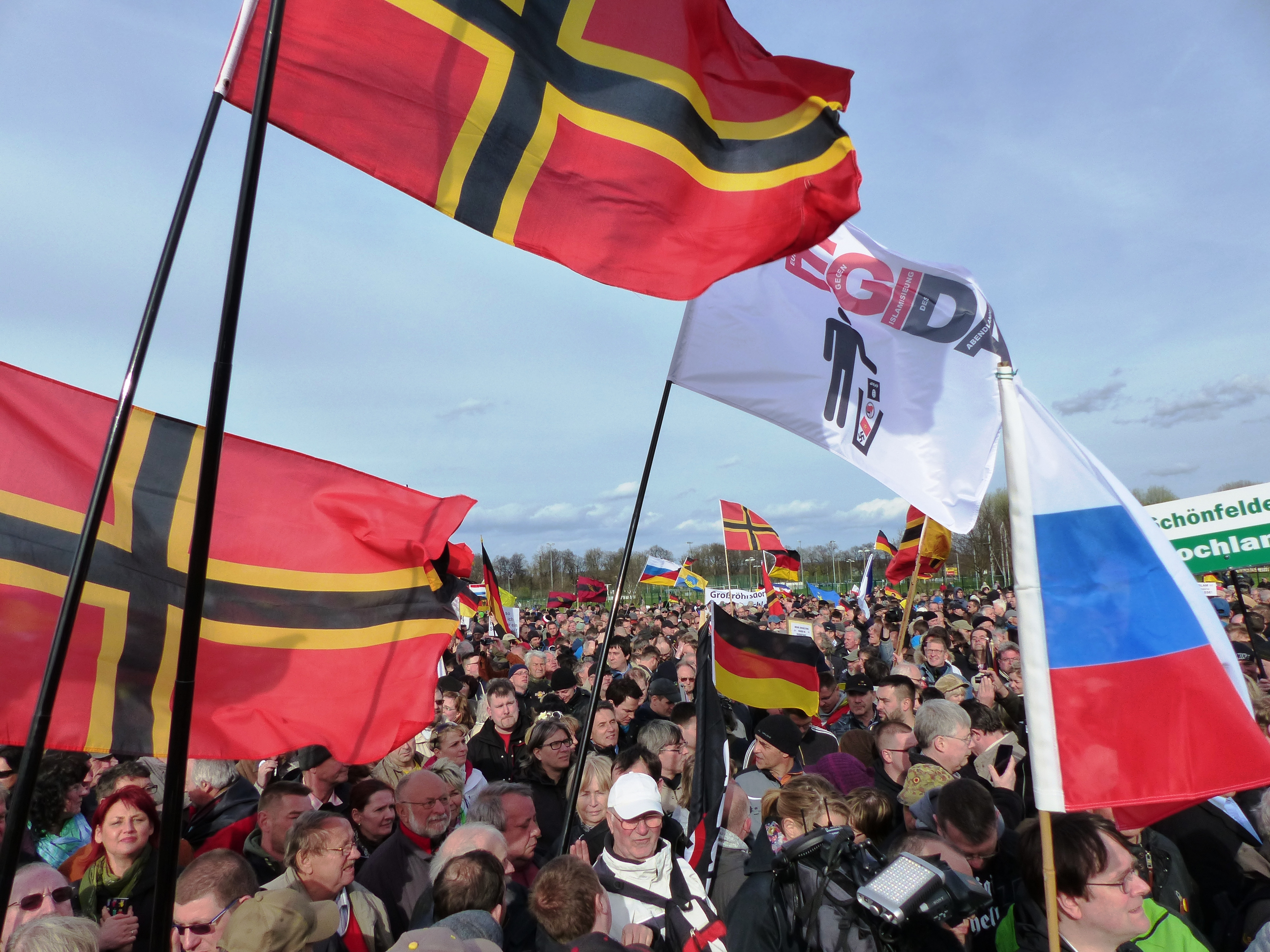
Wirmer-Flaggen auf einer Pegida-Demonstration in Dresden (April 2015)

1999 proklamierte Reinhold Oberlercher als Vordenker des neonazistischen Deutschen Kollegs, zu dem die Rechtsextremisten Horst Mahler und Uwe Meenen gehören, die Wirmer-Flagge als die mögliche Nationalflagge des von ihnen angestrebten „Vierten Reiches“. Durch Horst Mahler, der am 14. Dezember 2003 seine Reichsbürgerbewegung ausrief, verbreitete sich die Flagge im Reichsbürgermilieu. Seitdem tauchte die Wirmer-Flagge in Deutschland immer häufiger bei Veranstaltungen rechtsextremistischer und rechtspopulistischer Gruppen auf, so bei der German Defence League, Hogesa, pro NRW und zahlreich bei den wöchentlichen Pegida-Demonstrationen in Dresden, als „neo-konservatives Kampfzeichen“. Bei der Wirmer-Flagge gibt es keine rechtlichen Einschränkungen – anders als bei der ähnlich wirkenden Reichskriegsflagge, die selbst in der Version ohne Hakenkreuz von der Polizei wegen „Verstoß[es] gegen die öffentliche Ordnung“ sichergestellt werden kann. Auf dem vom bayerischen Innenministerium als extremistisch und verfassungsfeindlich eingestuften Blog Politically Incorrect (PI) wird die Flagge als Symbol gegen angebliche Fremdherrschaft durch das Ausland angesehen. Das skandinavische Kreuz sei ein „Bekenntnis zu nordischer Kulturtradition“ und die „Antwort der Widerstandskämpfer auf einen unchristlichen Staat“. Teile der Neuen Rechten sehen die Flagge als Zeichen des „Geheimen Deutschlands“.
Sven Felix Kellerhoff nannte in der Welt die Verwendung der Flagge durch rechte Populisten ein „Fehlurteil“, beruhend „auf fundamentaler historischer Unkenntnis“. „Entsetzt“ zeigte sich Josef Wirmers Sohn Anton. Es sei im Grunde die Verdrehung all der Ideen, welche die Flagge seines Vaters darstelle. Wichtig sei, „aufzuklären, welchen Ursprung die Fahne hat und welche Vorstellungen damit verbunden waren. Die Wirmer-Fahne steht nicht für einen abstrakten Widerstandsbegriff. Sie steht vor allem für eine freiheitliche und tolerante Gesellschaft.“ Die Frankfurter Allgemeine Zeitung zitiert Robert von Steinau-Steinrück, den Vorsitzenden der Stiftung 20. Juli 1944, mit der Bewertung, das Schwenken der Wirmer-Fahne auf extremistischen und fremdenfeindlichen Veranstaltungen verhöhne das, wofür Josef Wirmer gestanden habe: eine freiheitliche und tolerante Gesellschaft. Jan Schlürmann schreibt in seinem Beitrag für die Konrad-Adenauer-Stiftung über die Wirmer-Flagge, hier geschehe eine „Enteignung eines ehrwürdigen und traditionsreichen Symbols der Christlichen Demokratie“.